# Bielorrusia en los Juegos Paralímpicos de Turín 2006
Bielorrusia estuvo representada en los Juegos Paralímpicos de Turín 2006 por seis deportistas, tres mujeres y tres hombres.

## Medallistas
El equipo paralímpico bielorruso obtuvo las siguientes medallas:
| Nombre                                               | Deporte        | Evento                              |
| ---------------------------------------------------- | -------------- | ----------------------------------- |
| Oro                                                  |                |                                     |
| Liudmila Vauchok                                     | Esquí de fondo | 10 km silla de esquí femenino       |
| Plata                                                |                |                                     |
| Liudmila Vauchok                                     | Esquí de fondo | 2,5 km silla de esquí femenino      |
| Liudmila Vauchok                                     | Esquí de fondo | 5 km silla de esquí femenino        |
| Yadviha Skorabahataya                                | Esquí de fondo | 15 km discapacidad visual femenino  |
| Larysa Varona Liudmila Vauchok Yadviha Skorabahataya | Esquí de fondo | 3 × 2,5 km clase abierta femenino   |
| Siarhei Silchanka                                    | Esquí de fondo | 5 km de pie masculino               |
| Vasili Shaptsiaboi                                   | Esquí de fondo | 10 km discapacidad visual masculino |
| Bronce                                               |                |                                     |
| Yadviha Skorabahataya                                | Esquí de fondo | 10 km discapacidad visual femenino  |
| Vasili Shaptsiaboi                                   | Esquí de fondo | 20 km discapacidad visual masculino |